# ビューティ&ビースト/美女と野獣
「ビューティ&ビースト/美女と野獣」（ビューティあんどビースト びじょとやじゅう、原題：Beauty and the Beast）は、2012年から2016年にかけてCBSで放送されたアメリカ合衆国／カナダのSF・警察・サスペンステレビドラマシリーズ。製作はThe CW。4シーズン全70話。

## あらすじ

### シーズン1
ある夜、キャサリン・チャンドラーは一緒にいた母が射殺され、自分もまた殺されそうになったが、野獣のような誰か（または何か）に生命を救われた。
9年後、ニューヨーク市警察の刑事となった彼女は、ある事件の捜査中に元兵士ヴィンセント・ケラーと遭う。
やがてキャサリンは、母親の死の真相とヴィンセントの正体について知ることになる。

## キャスト
キャサリン（キャット）・チャンドラー (Catherine Chandler)
演 - クリスティン・クルック
ニューヨーク市警察殺人課の刑事。
10代の頃、母親と共に謎の男たちに襲撃され母親が死亡、自分も殺されそうになったが、"野獣"のような男（ヴィンセント）に助けられる。
成長し刑事となった彼女は、母の死の真相と自分を助けた"野獣"をずっと探していたが、ある事件がきっかけで知り合ったヴィンセントが"野獣"であったことを知る。
その後は彼と共に、日夜発生する殺人事件の捜査と合わせ、母の死の真相、ヴィンセントの治療方法、ミュアフィールドの正体などを探索していく。
ヴィンセント・ケラー (Vincent Keller)
演 - ジェイ・ライアン (Jay Ryan)
ERの医師だったが、9.11テロで消防士だった兄ウィリアムを亡くしたことで陸軍に志願。特技兵としてアフガニスタンに赴任。
無敵兵士製造計画「ミュアフィールド作戦」の実験体として異種交配DNAの投与実験を受ける。
しかし実験体たちの暴走により計画中断を決めた陸軍は証拠隠滅のため実験体全員の抹殺を決定。
部隊ごと処分されるところを唯一生き延びたが、ミュアフィールドから追われる身となった。
アドレナリンの分泌により"野獣"モードになると、鉤爪や犬歯が伸びる、虹彩が黄色に変わるなどの外見的変異と、暗視能力や超人的な身体能力を発揮する。
テス・ヴァーガス (Tess Vargas)
演 - ニーナ・リサンドレロ (Nina Lisandrello)
ニューヨーク市警察殺人課の刑事。キャサリンの相棒で警察学校時代からの親友。上司であるジョーと不倫関係にある。
エヴァン・マークス (Evan Marks)
演 - マックス・ブラウン（Max Brown）
ニューヨーク市警察の検死官。
J・T・フォーブス (J.T. Forbes)
演 - オースティン・ベイシス (Austin Basis)
ヴィンセントの幼馴染で、生化学者で大学教授。
ヴィンセントを匿うため、彼と化学工場跡で暮らしながら治療法を探している。
ジョー・ビショップ (Joe Bishop)
演 - ブライアン・ホワイト (Brian White)
ニューヨーク市警察殺人課の警部。キャサリンやテスの上司。
ヘザー・チャンドラー (Heather Chandler)
演 - ニコル・ゲイル・アンダーソン (Nicole Gale Anderson)
キャサリンの妹。キャサリンの家に居候している。
ヴァネッサ・チャンドラー (Vanessa Chandler)
演 - カイラ・リデヨ (Khaira Ledeyo)
キャサリンとヘザーの母親。
アルバイト帰りのキャサリンを迎えに行った際に銃撃を受けて死亡。単なる殺人事件と思われていたが、ミュアフィールドによる暗殺であった。
優秀な医師だった彼女は、アフガニスタンにおけるミュアフィールド作戦でヴィンセントたちの部隊にDNA操作を実施した担当者だった。
トーマス・チャンドラー (Thomas Chandler)
演 - ロブ・スチュワート (Rob Stewart)
キャサリンとヘザーの父親。
10歳以上年下のブルック（Brooke、演 - レイチェル・スカーステン(Rachel Skarsten)）と再婚する。
アレックス・ソルター (Alex Salter)
演 - ブリジット・リーガン
ニューヨーク総合病院のER救命士。ヴィンセントの幼馴染で元婚約者。
銃撃で負傷し入院したキャサリンを担当。こっそり彼女の見舞いに来ていた、アフガニスタンで戦死したはずのヴィンセントと再会する。
ガブリエル（ゲイブ）・ローウェン (Gabriel Lowen)
演 - センディル・ラママーシー
地方検事補。連続殺人犯として"野獣"を追う特別捜査チームを率いる。
実は幼少期にミュアフィールドのDNA操作実験を受けており、キャサリンの母に救い出された過去がある。
野獣化を抑える薬剤を服用しているが、薬剤耐性がついてしまったことで身体の不調や変身が抑えられなくなりつつある。
ダリウス・ビショップ (Darius Bishop)
演 - クリスチャン・キーズ (Christian Keyes)
ジョー・ビショップ警部の弟。
人気クラブのプロデューサーだが、ギャングに多額の借金があり、取引を目撃したヘザーを射殺するように強制された。
銃撃寸前に飛び込んできたヴィンセントに吹き飛ばされ、打撲により死亡する。
カイル（Kyke）
演 - Edi Gathegi
ミュアフィールドの高位エージェント。"野獣"の正体を探るエヴァンをミュアフィールドに引き入れる。
ボブ・レイモンド (Agent Bob Reynolds)
演 - テッド・ウィットール (Ted Whittall)
ミュアフィールドを追うFBI捜査官

## サブタイトル一覧

### シーズン1
1. 「運命の再会」 (Pilot)
2. 「境界線」 (Proceed with Caution)
3. 「助け合う2人」 (All In)
4. 「直感を信じて」 (Basic Instinct)
5. 「誕生日はあなたと」 (Saturn Returns)
6. 「価値ある存在」 (Worth)
7. 「暴走の原因」 (Out of Control)
8. 「よみがえった記憶」 (Trapped)
9. 「ブライズメイド」 (Bridesmaid Up!)
10. 「過去と現在」 (Seeing Red)
11. 「つきまとう危険」 (On Thin Ice)
12. 「揺らぐ決心」 (Cold Turkey)
13. 「予期せぬバレンタイン」 (Trust No One)
14. 「もつれる糸」 (Tough Love)
15. 「新たな敵」 (Any Means Possible)
16. 「尽きぬ野望」 (Insatiable)
17. 「本当のパートナー」 (Partners in Crime)
18. 「敵の本拠地」 (Heart of Darkness)
19. 「ミュアフィールドの頭脳」 (Playing with Fire)
20. 「2人の記念日」 (Anniversary)
21. 「憧れのデート」 (Date Night)
22. 「新たな人生」 (Never Turn Back)

### シーズン2
1. 「消された記憶」 (Who Am I?)
2. 「私を信じて」 (Kidnapped)
3. 「偽りの2人」 (Liar, Liar)
4. 「火中の記憶」 (Hothead)
5. 「10年の歳月」 (Reunion)
6. 「父の愛情」 (Father Knows Best)
7. 「招かれざる客」 (Guess Who's Coming to Dinner?)
8. 「譲れない一線」 (Man or Beast?)
9. 「英雄の帰還」 (Don't Die on Me)
10. 「いざなう宝石」 (Ancestors)
11. 「立てこもり」 (Held Hostage)
12. 「宝石と罠」 (Recipe for Disaster)
13. 「バレンタインの結婚式」 (Till Death)
14. 「野獣遺伝子」 (Redemption)
15. 「選ぶべき時」 (Catch Me if You Can)
16. 「昨日の夜は……」 (About Last Night)
17. 「明けない夜」 (Beast is the New Black)
18. 「追いつめられる2人」 (Cat and Mouse)
19. 「秘密と過去」 (Cold Case)
20. 「ホーム・スイート・ホーム」 (Ever After)
21. 「やり直すチャンス」 (Operation Fake Date)
22. 「日記の真実」 (Déjà Vu)